# José Dolores Estrada Vado
José Dolores Estrada Vado (Nandaime, 16 de marzo de 1792 - Managua, 12 de agosto de 1869) fue un militar nicaragüense que dirigió a los patriotas en la histórica victoria de la Batalla de San Jacinto contra los filibusteros del aventurero estadounidense William Walker, el 14 de septiembre de 1856. Es un Héroe Nacional de Nicaragua.

## Nacimiento de José dolores estrada
Nació el 16 de marzo de 1792 en Nandaime en el actual departamento de Granada, Nicaragua. Hijo de Timoteo Estrada y Gertrudis Vado. 
Ya para 1824 aparece en el movimiento de Juan Argüello al que respaldó frente a Manuel Antonio de la Cerda para ocupar el cargo de jefe de Estado. Durante estas luchas alcanzó el grado de Sargento a la edad de 35 años, el dato permite establecer como sus ascensos fueron a avanzada edad hasta llegar a General de División
Junto con los Generales Tomás Martínez Guerrero y Fernando Chamorro, jefes máximos del denominado Ejército del Septentrión, participa en la toma de las decisiones militares que determinarían el curso de la guerra civil que luego sería guerra nacional contra el filibustero William Walker. El 15 de abril de 1856 participa en los combates de Pueblo Nuevo (Estelí).

## La batalla de San Jacinto en 1856

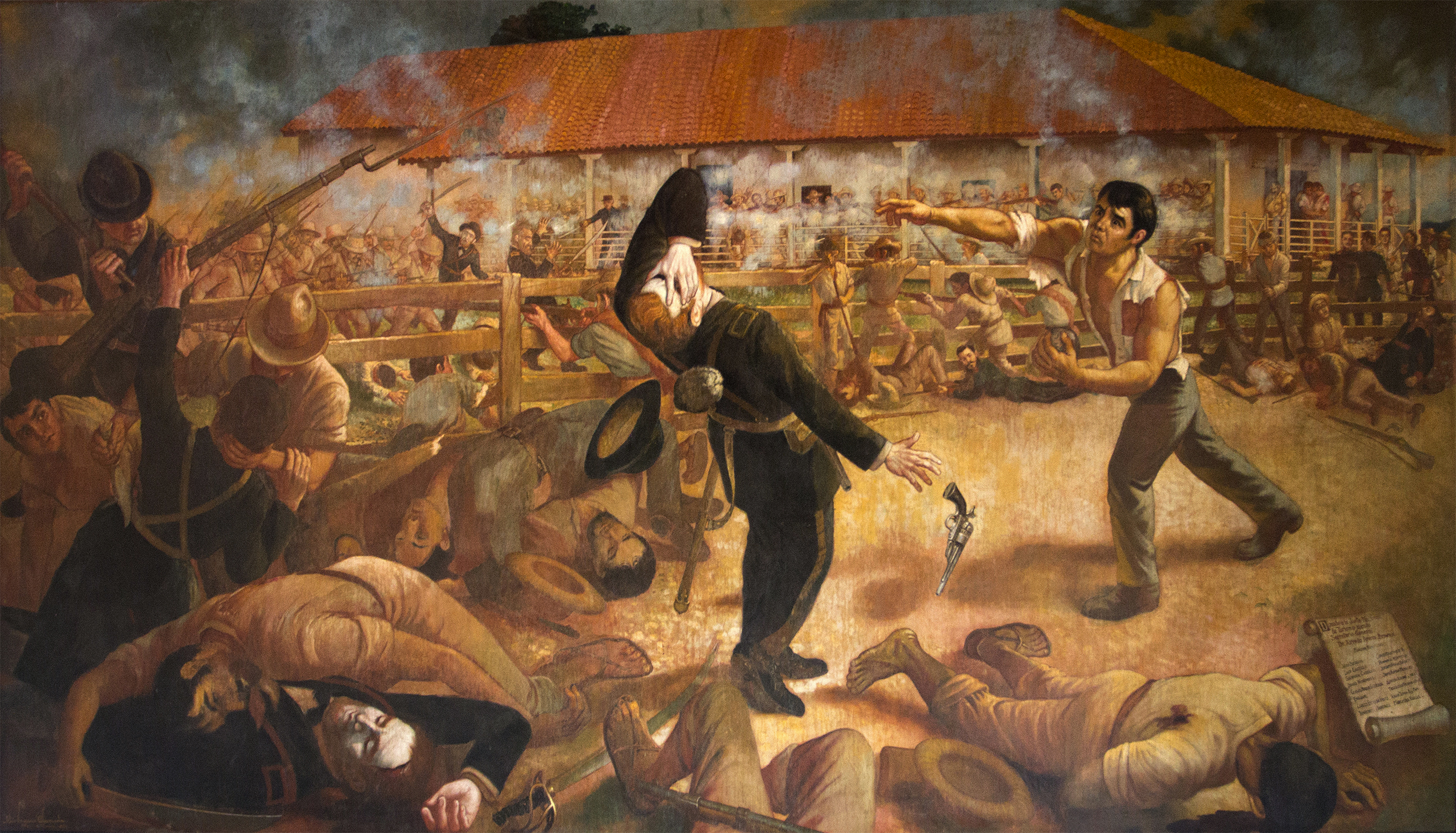
Cuadro al óleo La pedrada de Andrés Castro o La Batalla de San Jacinto, hecho por el pintor chileno Luis Vergara Ahumada en 1964, que se conserva en la casa hacienda. Estrada aparece en segundo plano, con una espada, junto al brazo izquierdo del filibustero que es derribado por la pedrada de Castro en primer plano.

Los filibusteros de William Walker, instalados en la ciudad de Granada, se abastecían de carne en las haciendas de ganado ubicadas al norte y al este del Lago Xolotlán, las cuales estaban en el departamento de Granada (el cual lo formaban los actuales departamentos de Granada, Masaya, Carazo y Managua), hasta 1875 se creó el departamento de Managua. El 29 de agosto de 1856 (según el testimonio del capitán Carlos Alegría) un grupo de 100 legitimistas al mando del Coronel José Dolores Estrada salió de Matagalpa, por órdenes del General Tomás Martínez, para impedir que los filibusteros robaran el ganado (cometían el delito de abigeato) llegando a la hacienda San Jacinto ese mismo día por la tarde. Esta le pertenecía a don Miguel Bolaños, tatarabuelo del ex Presidente de Nicaragua Ingeniero Enrique Bolaños Geyer, quien gobernó al país en el periodo 2002-2007.
El 5 de septiembre, al amanecer, llegó un escuadrón de rifleros a caballo para atacar la hacienda en una escaramuza. Iban dirigidos por el Coronel Edmund McDonald, junto con el Capitán William P. Jarvis. Los legitimistas, armados con fusiles de chispa, rechazaron el ataque de los filibusteros, teniendo estos 6 muertos y varios heridos durante el ataque, Jarvis resultó mortalmente herido. Los patriotas tuvieron un muerto y 3 heridos. William Walker escribió en el capítulo 9 de su libro “La guerra en Nicaragua” que eran 40 jinetes los atacantes; el teniente Alejandro Eva dice en su testimonio escrito en 1889 que era 60 y Estrada, que menciona que eran más de 120 filibusteros, escribió ese mismo día el siguiente Parte Oficial:

Parte oficial del combate del día 5 de septiembre
Matagalpa, Septiembre 7 de 1856. Sr. Ministro de la Guerra del Gobierno Constitucional. Del General en Jefe del Ejército Libertador de la República. El señor Comandante expedicionario sobre Tipitapa me dice lo que copio:
¨Señor General en Jefe del Ejército Libertador D.U.L. [Dios-Unión-Libertad] San Jacinto, Septiembre 5 de 1856. Del Comandante de la División de Operaciones.
Al amanecer del día de hoy atacado el enemigo en número de más de ciento veinte hombres, según los informes tomados guerrillas que desplegaron y terreno que ocuparon. El ala derecha nuestra fue el blanco de sus tiros y su objeto principal, parapetándose en el pequeño monte del abra; pero después de dos horas y media de un fuego muy nutrido en que fue preciso contener con espada en mano a nuestros soldados dentro del límite que yo les había señalado, huyó despavorido por distintas direcciones, dejando en nuestro poder quince rifles, muchas paradas, cuatro espadas, un botiquín con su correspondiente repuesto de medicinas, un estuche de cirugía, quince bestias mulares y otras tantas caballares con sus correspondientes monturas, diez botes de latas y otros muebles de menos importancia como chamarras, gorras, sombreros, cuchillos, espuelas, botas y pistolas descompuestas.
Durante el fuego y su primera carga dejaron seis muertos, y una porción de heridos que cargó el enemigo con ellos, y se entiende que serían de alguna consideración por el cuidado con que los llevaban y por el pavor que se introdujo luego que fueron reconocidos. De los muertos referidos se han conocido al cirujano y dos oficiales. Después de la acción mandé perseguirlos, y estos detalles los comunicaré cuando regrese el Capitán Bartolo Sandoval que fue encargado de esta Comisión. Por nuestra parte tuvimos la pérdida del intrépido Cabo 1ro. Justo Rocha, de Managua, y heridos, no de mucha gravedad, el bravo Capitán Carlos Alegría, el Ayudante Abelardo Vega y el soldado Crescencio Ramírez. Ninguna recomendación especial sería bastante para explicar el valor y denuedo de los oficiales y tropa de esta división, puesto todos se han portado y correspondido a la denominación que se les ha dado. Yo felicito al Supremo Gobierno por el triunfo de sus armas. Soy del señor General, atento y obediente servidor.
J. Dolores Estrada.
Lo digo a U. S. para que le sirva elevarlo al conocimiento de S. E. el señor Diputado Presidente, y aceptar las muestras de respeto y consideración con que soy de U. S. atento servidor. (firmado) Fernando Chamorro Conforme. Ministerio de la Guerra del Gobierno Constitucional de la República de Nicaragua. Matagalpa, Septiembre 16 de 1856. El Jefe de Sección.
Ignacio Padilla.

El 11 de septiembre llegó una compañía de 60 indios flecheros, desde Matagalpa, al mando del capitán Francisco Sacasa. Esto se debió a que Estrada solicitó refuerzos a Martínez, de acuerdo al testimonio del capitán Carlos Alegría. Según el testimonio de Walker en su libro "La guerra en Nicaragua" los 300 filibusteros salieron de Granada la tarde del día siguiente, el 12, pasaron por Masaya y en Tipitapa acamparon el 13, para atacar la hacienda la mañana del día siguiente. El 12 en la ciudad de León el general Tomás Martínez, jefe del Partido Legitimista, y Máximo Jerez Tellería, jefe del Partido Democrático, habían firmado el Convenio de Unión de sus partidos para así juntos expulsar del país a Walker. 
Al amanecer del 14 de septiembre llegaron los filibusteros a San Jacinto, en medio de la neblina; el cabo Faustino Salmerón, que era el vigía, los divisó y corrió a la casa hacienda cuando los 160 legitimistas estaban desayunando, avisando al Coronel Estrada que el enemigo en número de 300 hombres venía por el sur por lo que el grupo se tendió en 3 posiciones: el corral de piedra junto al costado oeste de la casa hacienda, capitaneado por el capitán Liberato Cisne, la casa hacienda defendida por el capitán Francisco de Dios Avilés y el corral de madera (esquina opuesta a la esquina sureste de la casa) defendido por Francisco Sacasa. Se les dio la orden de no disparar hasta que el enemigo estuviese cerca, pues el alcance eficaz de los fusiles de chispa era de 60 metros.
Los filibusteros, que casualmente habían recibido la misma orden, se habían dividido en 3 columnas para el ataque y a las 7 de la mañana atacaron los tres frentes: la primera, bajo las órdenes del teniente coronel Byron Cole y del teniente Robert Milligan, atacó el flanco izquierdo del corral de madera; la segunda, al mando del mayor Calvin O’Neal, avanzó por el frente (la casa hacienda) y la tercera del capitán Lewis D. Watkins en la dirección del flanco derecho, donde se unía el corral de madera con el cerco de piedra. Después de las primeras horas, los combates se hicieron cada vez más fuertes y sangrientos, imponiéndose la lucha cuerpo a cuerpo; a las 9 a. m. las fuerzas filibusteras lograron romper la defensa del flanco izquierdo, ante ello el coronel Estrada maniobró con las tropas y los oficiales Miguel Vélez, Alejandro Eva y Adán Solís para reforzar esta posición. La lucha era tan violenta y a falta de municiones, muchos siguieron el ejemplo de Andrés Castro Estrada, quien derribó a un filibustero de una certera pedrada. 
Pero la situación era crítica para los nacionales. Las columnas filibusteras a las 10 de la mañana, cuando habían roto el cerco de defensa, iniciaron un reagrupamiento para concentrar sus esfuerzos principales en esa dirección. Ante esta situación, Estrada tomó la iniciativa y decidió enviar al capitán Liberato Cisne, al teniente José Ciero y al subteniente Juan Fonseca con sus escuadras, quienes atacaron por la retaguardia a los filibusteros gritando ¡Viva Martínez ! ¡Viva Nicaragua!, cargaron a la bayoneta con arrojo admirable y les hicieron una descarga de fusilería; el ataque asustó a la yeguada y los potros de la hacienda que estaban en la vecina loma; Ciero dice en su testimonio que el teniente coronel Patricio Centeno y un oficial Flores de Granada traían a los caballos. Los filibusteros al creer que llegaban refuerzos huyeron en retirada, con dirección a la hacienda San Ildefonso, cerca de Tipitapa. El capitán Bartolo Sandoval y el teniente Miguel Vélez, montados en bestias capturadas, realizaron la persecución junto con otros soldados que iban a pie y a caballo. Esta acción fue tan violenta que el sargento Francisco Gómez cayó muerto de fatiga. Sin embargo, producto de la persistencia de los nicaragüenses en lograr una contundente victoria, lograron dar muerte al jefe de la tropa filibustera Byron Cole, muerto por el cabo Faustino Salmerón según Alejandro Eva, aunque Ciero diga que fue 2 días después el 16 de septiembre a las 6 a. m. en San Ildefonso. Los resultados de la batalla de cuatro horas se fueron reflejaron en el parte oficial firmado por el coronel Estrada, teniendo los nicaragüenses 10 muertos y 7 heridos; y el ejército filibustero 27 muertos, habiendo capturado 20 bestias, 25 pistolas, 32 rifles Sharp, 47 paradas, chamarras y sombreros. Estrada escribió el siguiente Parte Oficial, el cual desde el año 2006 se conserva en las instalaciones del diario La Prensa:

Parte oficial del combate del 14 de septiembre
Señor General en Jefe del ejército libertador de la República.- Dios, Unión y Libertad.- San Jacinto, Septiembre 14 de 1856. Del Comandante de la División Vanguardia y de Operaciones.
Antes de rayar el alba, se me presentó el enemigo, no ya como el 5 memorable, sino en número de más de doscientos hombres y con las prevenciones para darme esforzado y decisivo ataque. En efecto, empeñaron todas sus fuerzas sobre nuestra ala izquierda, desplegando al mismo tiempo, guerrillas que atacaban nuestro frente, y logran, no a poca costa, ocupar un punto del corral que cubría nuestro flanco, merced a la muerte del heroico oficial don Ignacio Jarquín, que supo mantener su puesto con honor, hasta perder la vida, peleando pecho a pecho con el enemigo. Esta pérdida nos produjo otras, porque nuestras fuerzas eran batidas ya muy en blanco, por la superioridad del terreno que ocupaba el enemigo, quien hacia sus esfuerzos en firme y sostenido; pero observando yo esto, y lo imposible que se hacía recobrar el punto perdido atacándolo de frente, porque no había guerrilla que pudiera penetrar en tal multitud de balas, ordené que el Capitán graduado don Liberato Cisne, con el Teniente José Siero, Subteniente Juan Fonseca y sus escuadras, salieron a flanquearlos por la izquierda, quienes, como acostumbrados y valientes, les hicieron una carga formidable, haciendo desalojar al enemigo, que despavorido y en terror salió en carrera, después de cuatro horas de un fuego vivo y tan reñido, que ha de resaltar el valor y denuedo de nuestros oficiales y soldados, que nada han dejado de desear.
A la sombra del humo hicieron su fuga, que se las hizo más veloz el siempre distinguido Capitán don Bartolo Sandoval, que con el recomendable Teniente don Miguel Vélez y otros infantes, los persiguieron, montados en las mismas bestias que les habían avanzado, hasta de aquel lado de San Idelfonso, más cuatro leguas distante de este cantón. En el camino les hicieron nueve muertos, fuera de dieciocho que aquí dejaron, de suerte que la pérdida de ellos ha sido de veintisiete muertos, fuera de heridos, según las huellas de sangre que por varias direcciones se han observado. Se les tomaron, además, veinte bestias, entre ellas algunas bien aperadas, y otras muertas que quedaron; veinticinco pistolas de cilindro, y hasta ahora se han recogido 32 rifles, 47 paradas, fuera de buenas chamarras de color, una buena capa, sombreros, gorras y varios papeles que se remiten. En la lista que le incluyo, constan los muertos y heridos que tuvimos, lo cual es bien poco para el descalabro que ellos sufrieron, sobre el que daré un parte circunstanciado cuando mejor se haya registrado el campo. Sin embargo de la recomendación general que todos merecen, debo hacer especialmente la del Capitán graduado don Liberato Cisne, Tenientes don José Siero, don Miguel Vélez, don Alejandro Eva, don Adán Solís y don Manuel Marenco, que aun después de herido permaneció en su punto, sosteniéndolo; y la del Subteniente don Juan Fonseca y Sargentos primeros Macedonio García, Francisco Estrada, Vicente Vigil, Catarino Rodríguez y Manuel Paredes; Cabos primeros Julián Artola y Faustino Salmerón y los soldados Basilio Lezama y Espiridón Galeano.
Se hizo igualmente muy recomendable el muy valiente Sargento primero Andrés Castro, quien por faltarle fuego a su carabina, botó a pedradas a un americano, que de atrevido se saltó la trinchera para recibir su muerte. Yo me congratulo al participar al señor General, el triunfo adquirido en este día sobre los aventureros; y felicito por su medio al Supremo Gobierno por el nuevo lustre de sus armas siempre triunfadoras.
J.D. Estrada
Conforme.- León, Septiembre 22 de 1856.- Baca.
Aquí un sello que dice: “Estado de Nicaragua, Ministro de la Guerra del Supremo Gobierno”.

## General de Brigada y exilio
Controlada la situación en los llanos cercanos a Tipitapa, el Coronel Estrada Vado se dirigió a Managua, tomando luego hacia Diriá y Catarina. El 11 de octubre de 1856 encabezó el ataque a Masaya y el 13 a Granada. Terminada la Guerra Nacional, los Generales Tomás Martínez Guerrero y Máximo Jerez Tellería acordaron constituir el Gobierno Binario, llamado "Chachagua", único caso en que dos personas se desempeñaron como Presidentes de 🇳🇮 . 
El 25 de junio de 1857, Martínez y Jerez firmaron el Decreto dando el grado de General de Brigada a Estrada Vado. Ante la actitud reeleccionista del General Martínez en 1862 se iniciaron movimientos de protestas. Surgió como candidato de oposición don José Joaquín Cuadra a quien apoyó el General Estrada Vado, pero hubo fraude a favor de Martínez y nuevamente se iniciaron las luchas armadas. Paradójicamente el General Estrada Vado se apertrechó en San Jacinto, donde siete años antes había derrotado a los filibusteros. 
Desde la histórica hacienda viajó a la Isla de Ometepe, presionado por las tropas del General Martínez, decidiendo refugiarse en Costa Rica, en calidad de exiliado político el 24 de abril de 1863, Martínez firma un documento lleno de ignominia, castigando como desleales y traidores a los Generales Máximo Jerez, Fernando Chamorro y José Dolores Estrada Vado. Son destituidos de sus grados militares y reducidos a la clase de soldados. El Héroe de San Jacinto pasa la mayor parte de su exilio de cuatro años en Liberia, Costa Rica, con grandes privaciones. Fechada en La Cruz, el 23 de julio de 1865, escribe a su amigo José de Pasos y le cuenta que: "Yo estoy aquí haciendo un limpiecito para ver si puedo sembrar unas matas de tabaco"...

## Ascenso a General de División y muerte
Cuando asume la Presidencia, el General Fernando Guzmán Solórzano, en un acto de justicia llama del exilio a Estrada Vado y el 1 de julio de 1869 le nombra General de División en atención a sus méritos y servicios. Este mismo grado le había concedido en 1858 el gobierno de El Salvador. Es indemnizado por el gobierno con novecientos diecinueve pesos y tres reales sencillos. 
Ya para entonces se celebraba el aniversario de la Batalla de San Jacinto. Al amanecer había diana y salvas de artillería, por la noche se daba un banquete que ofrecía el presidente Guzmán al general de División Estrada Vado. 
El héroe llevaba una vida sencilla, frecuentemente se reunía con veteranos de la guerra nacional a conversar, entre ellos los generales Florencio Xatruch (hondureño) y Miguel Vélez. A veces se juntaban en una comidería que tenía Andrés Castro Estrada a tomar tiste en jícara cerca de donde es ahora el edificio de la Asamblea Nacional, vivía por donde es ahora el Centro Cultural Managua, antiguo Gran Hotel, y sembraba unas tierras a orillas del Lago Xolotlán por donde hoy es el barrio "Américas Dos". 
El 27 de junio de 1869, el presidente Guzmán en un gesto que enaltece a su gobierno, nombró al general Estrada Vado como general en Jefe del Ejército de Operaciones de La República, estaba por cumplir los 77 años y siempre se mantuvo soltero, llevando una vida de austeridad y disciplina. 
El 12 de agosto del mismo año falleció en horas de la mañana, en la capital Managua, a causa de malestares hepáticos. Se ordenó duelo nacional, todas las autoridades de La República y los militares del Ejército, llevaron por ocho días un listón negro en el brazo en señal de luto. 
Los restos del General Estrada Vado fueron sepultados en el Templo Parroquial de Managua, elevado a Catedral Metropolitana en 1913. 
Al decidirse la construcción de la nueva Catedral (hoy Antigua Catedral de Managua), fueron exhumados el 24 de mayo de 1929 y depositados en la Capilla del Palacio Arzobispal, bajo la guarda del Arzobispo de Managua, Monseñor José Antonio Lezcano y Ortega. 
En septiembre de 1933 se trasladaron a la cripta funeraria de la Catedral en construcción (debajo del Altar Mayor). Los actos fueron solemnes. Primero, se llevaron los restos al Palacio del Ayuntamiento, presidido por el Arzobispo, los miembros del Distrito Nacional. Se menciona la presencia de dos veteranos de la Guerra Nacional, Manuel Borge y Jesús Chávez. Se hizo presente el presidente Juan Bautista Sacasa y su gabinete en pleno.

## Se le declara Héroe Nacional a José dolores estrada
El 17 de agosto de 1971, siendo Presidente de Nicaragua el General Anastasio Somoza Debayle, se promulgó el Decreto Legislativo n.º 1889, el cual lo declaró oficialmente Héroe Nacional, publicado en La Gaceta, Diario Oficial, n.º 193 del 26 del mismo mes y año. En él se dispone que el 16 de marzo y el 12 de agosto de cada año (fechas respectivas de su nacimiento y muerte) sea izada la Bandera de Nicaragua en los edificios públicos y en todos los centros de enseñanza del país. Este es el texto completo de dicho Decreto:   

DECLÁRASE HÉROE NACIONAL DE NICARAGUA AL GENERAL JOSÉ DOLORES ESTRADA
Decreto No. 1889 del 17 de agosto de 1971
Publicado en La Gaceta No. 193 del 26 de agosto de 1971
El Presidente de la República, 
a sus habitantes,
Sabed:
Que el Congreso ha ordenado lo siguiente:
La Cámara de Diputados y la Cámara del Senado de la República de Nicaragua,
Decretan:
Artículo 1.- Declárase HÉROE NACIONAL DE NICARAGUA, al General José Dolores Estrada.
Artículo 2.- El Poder Ejecutivo, a través de los Ramos de Educación Pública y Defensa, dispondrá que el 16 de marzo y el 12 de agosto de cada año -fechas de nacimiento y muerte del Héroe- sea izado el Pabellón Nacional en los Cuarteles, edificios públicos y en los Centros de enseñanza de la República y se efectúen actos en los cuales se exalte su vida y su obra.
Artículo 3.- Esta ley entrará en vigor desde la fecha de la publicación en “La Gaceta”, Diario Oficial.
Dado en el Salón de Sesiones de la Cámara de Diputados. Managua, Distrito Nacional, nueve de agosto de mil novecientos setenta y uno.- Orlando Montenegro M., Diputado Presidente.- Francisco Urbina R., Diputado Secretario.-Adolfo González B., Diputado Secretario.
Al Poder Ejecutivo. Cámara del Senado. Managua, D. N., 16 de agosto de 1971.- Cornelio H. Hüeck, S.P.-Pablo Rener, S.S.- Adán Solórzano C., S.S.   

Por Tanto: Ejecútese. Casa Presidencial. Managua, D.N., diecisiete de agosto de mil novecientos setenta y uno.- A. SOMOZA, Presidente de la República.- M. Buitrago Aja, Ministro de la Gobernación.

## Traslado de sus restos
Cuando sucedió el terremoto del 23 de diciembre de 1972 hubo saqueo de tumbas, quedando abandonados sus restos. En 1999 se plantea el traslado de sus restos a Nandaime y el 11 de agosto de ese mismo año, en una ceremonia por el presidente Arnoldo Alemán y el Jefe del Ejército de Nicaragua General Joaquín Cuadra, sus cenizas fueron sacadas de la cripta catedralicia para que al día siguiente 12 (en el 130 aniversario de su muerte) fueran sepultadas en la Iglesia Parroquial de su ciudad natal, la misma donde fue bautizado el 20 de marzo de 1792 donde actualmente reposan.

## Formas de honrar al héroe José dolores estrada

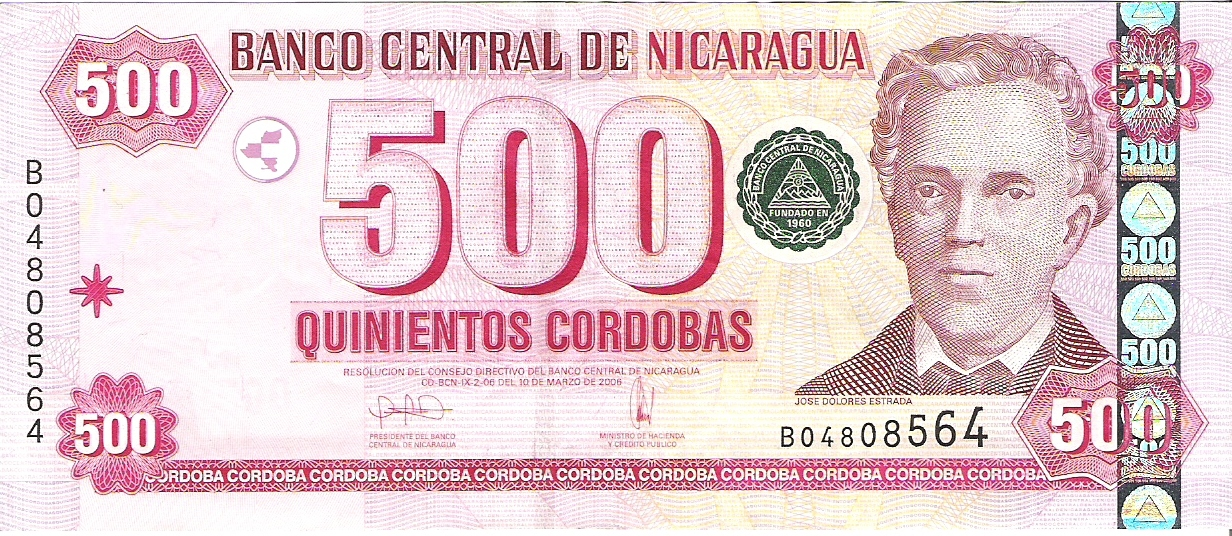
Billete de C$ 500, serie B de 2006, con la efigie de Estrada.

Su efigie aparece en monumentos, billetes, estampillas y medallas sin que su memoria haya sido afectada por los cambios políticos.
Cuando la Ley del 20 de marzo de 1912 decretó que la moneda nacional se denominara córdoba, entre las primeras efigies estuvieron las de Manuel Antonio de la Cerda, Miguel Larreynaga, Fernando Chamorro Alfaro, Tomás Martínez Guerrero y José Dolores Estrada Vado, todos ellos juntos con el retrato del conquistador español Francisco Hernández de Córdoba. El billete del General Estrada Vado era de cincuenta córdobas. Para la década de 1950 quedaron solamente Larreynaga y Estrada Vado, en el billete de 100 córdobas, el Héroe Nacional por debajo del poeta Rubén Darío cuya denominación era de 500 y el del dictador General Anastasio Somoza García que era el de 1000 córdobas.
El 14 de septiembre de 1949 se inauguró un modesto muro que tiene en el centro el rostro del héroe, esculpido en piedra. Está ubicado (y aun permanece) en la esquina sur de la Antigua Catedral de Managua y fue promovido por la Unión Nacional de Acción Popular (UNAP). 
Para el año 1956 hubo una emisión de estampillas con motivo del Primer Centenario de la Guerra Nacional; dos estampillas fueron dedicadas al General Estrada Vado, el sello para el servicio de correos nacionales fue de cincuenta centavos y treinta centavos para el correo aéreo. El año en esa ocasión llevó el nombre del Héroe, plasmado en todos los documentos oficiales del gobierno, decretado por Somoza García (mediante el Decreto Ejecutivo n.º 40) el 1 de enero de 1956, y publicado en La Gaceta, Diario Oficial, n.º 4 del 5 de enero. 
El 14 de septiembre de 1959, por iniciativa de la Asociación de Escritores y Artistas Americanos, se inauguró una estatua, obra de la escultora Edith Gron, en la actualidad ubicada al sureste del paseo de la Laguna de Tiscapa, en el paso a desnivel de la Carretera a Masaya. Este monumento estuvo en abandono y fue restaurado por la Alcaldía de Managua el año 2002. Cuando fue puesto tenía una hermosa presencia, ya que la estatua era vista desde lejos viniendo de Masaya a Managua. Cuando se construyó el paso a desnivel en los años 80 hubo un gran cambio, en la actualidad poco se ve el monumento, está rodeado de muchos árboles, el parque fue reducido y no hay estacionamiento. 
En 1962 en la hacienda "San Jacinto" se inauguró una estatua suya, obra del escultor Fernando Saravia, que lo representa encima de un pedestal que tiene bases escalonadas sosteniendo una espada en su mano derecha y la Bandera de Nicaragua en la izquierda.
Pasado el período somocista, a partir de 1979 se establece el gobierno del partido Frente Sandinista de Liberación Nacional (FSLN), se dan grandes cambios de los billetes anteriores sólo quedan el General Estrada Vado y Rubén Darío. Cuando se da la devaluación de la moneda el 14 de febrero de 1988, el billete con la efigie del Héroe de San Jacinto va aumentando hasta llegar a la cantidad de diez millones de córdobas.
En 2002 el Consejo Directivo del Banco Central de Nicaragua resolvió que su efigie en el billete de la nueva denominación de 500 córdobas.